# Robaje
Robaje (en serbe cyrillique : Робаје) est un village de Serbie situé dans la municipalité de Mionica, district de Kolubara. Au recensement de 2011, il comptait 406 habitants.

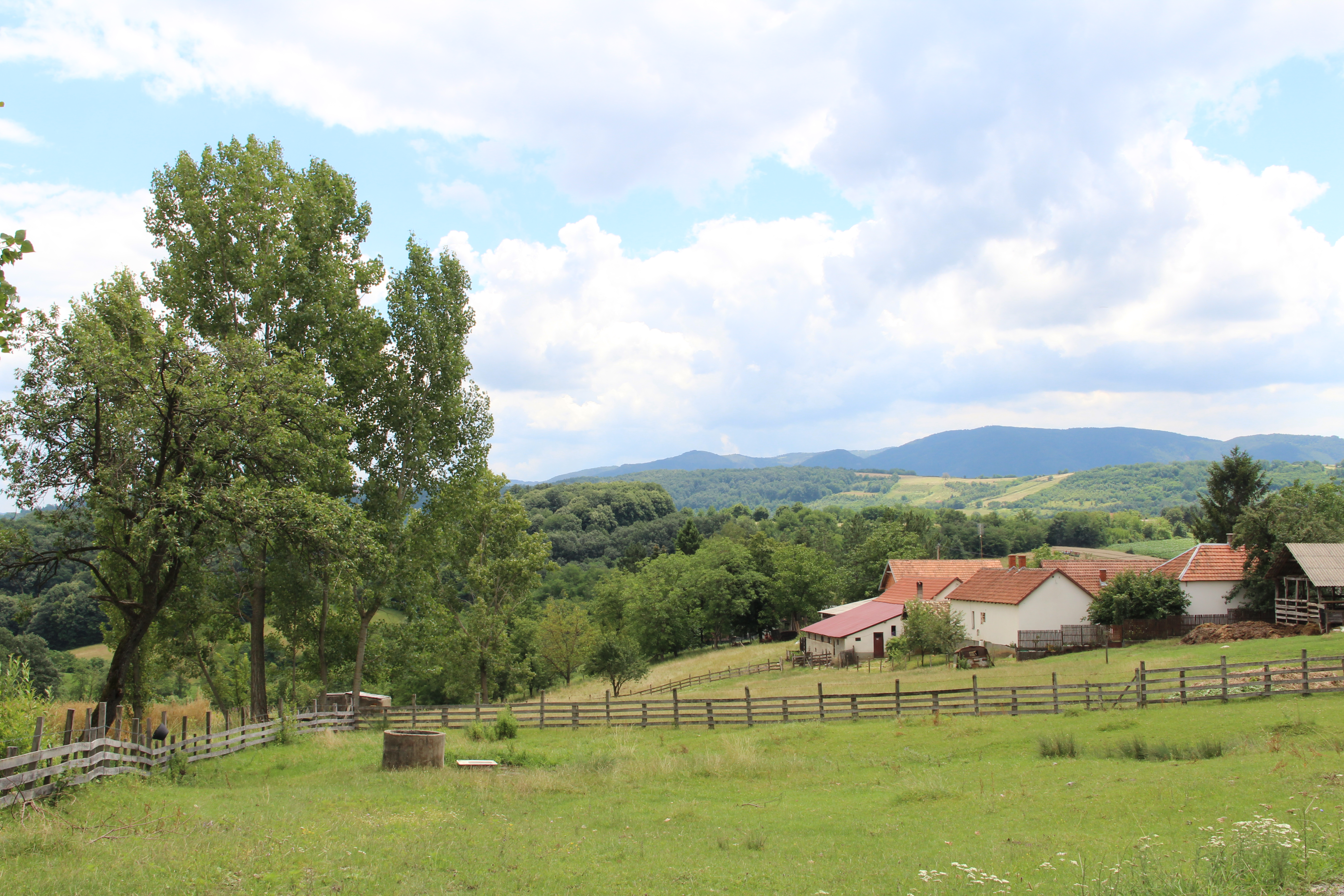
Robaje - panorama
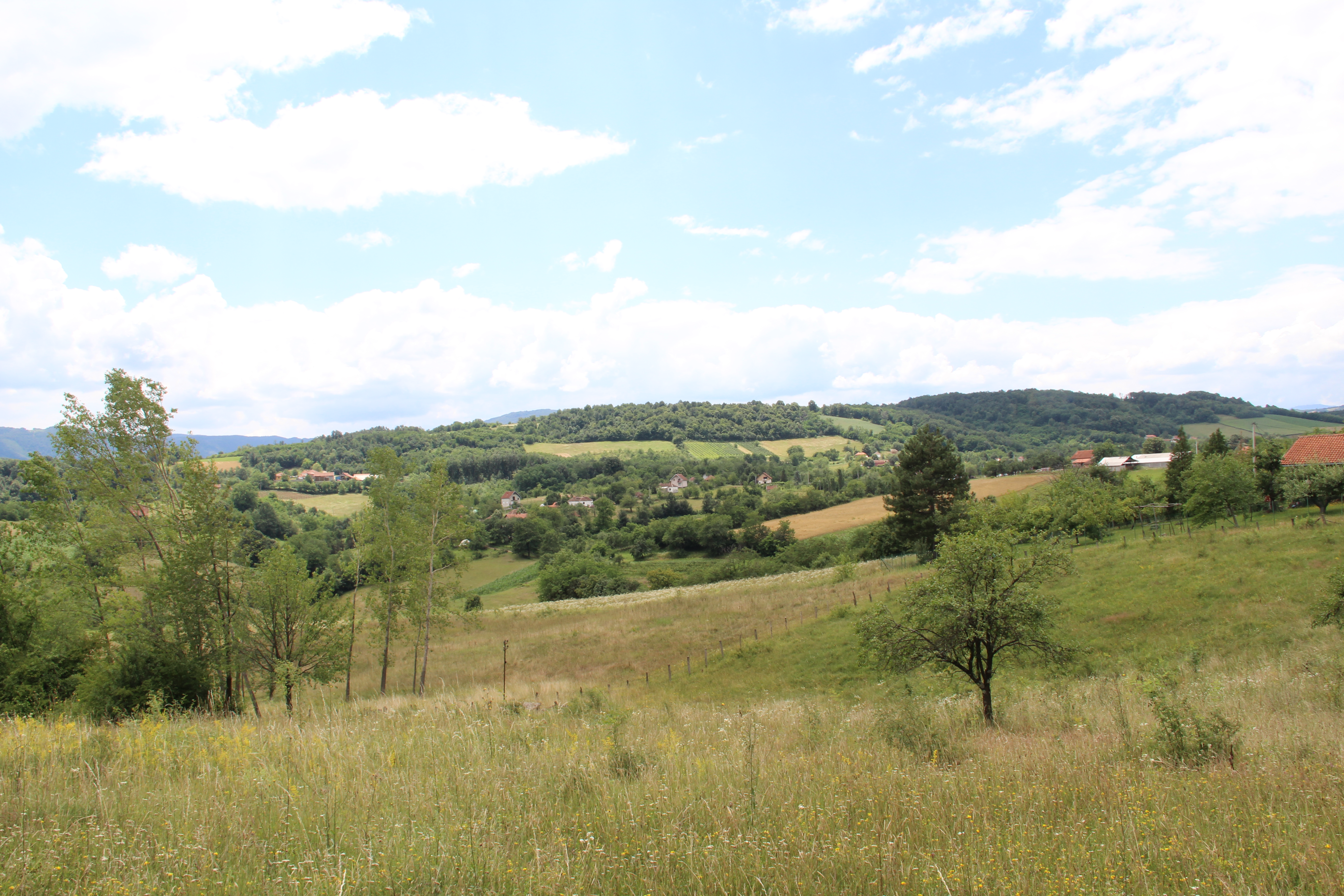
Robaje - panorama
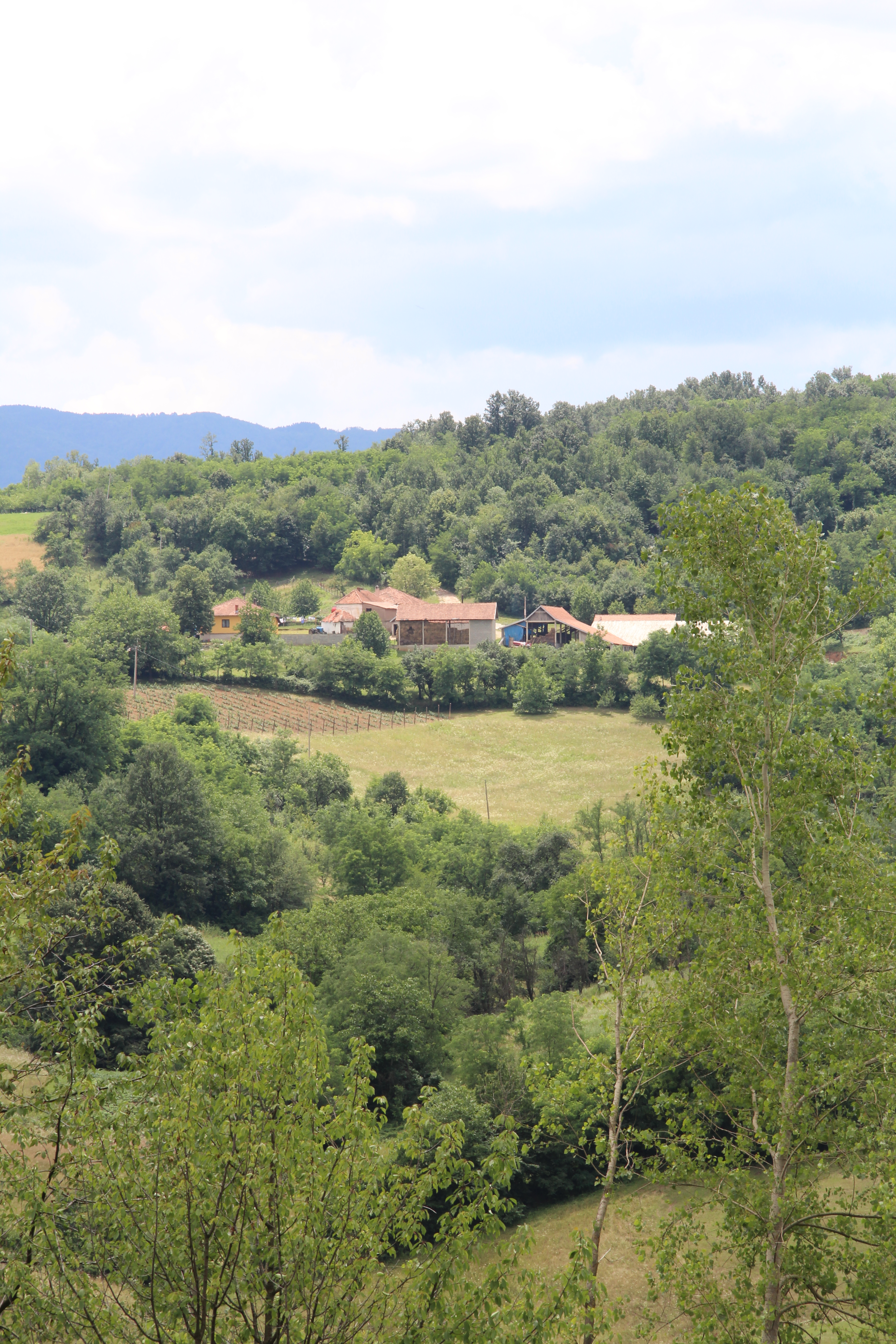
Robaje - panorama
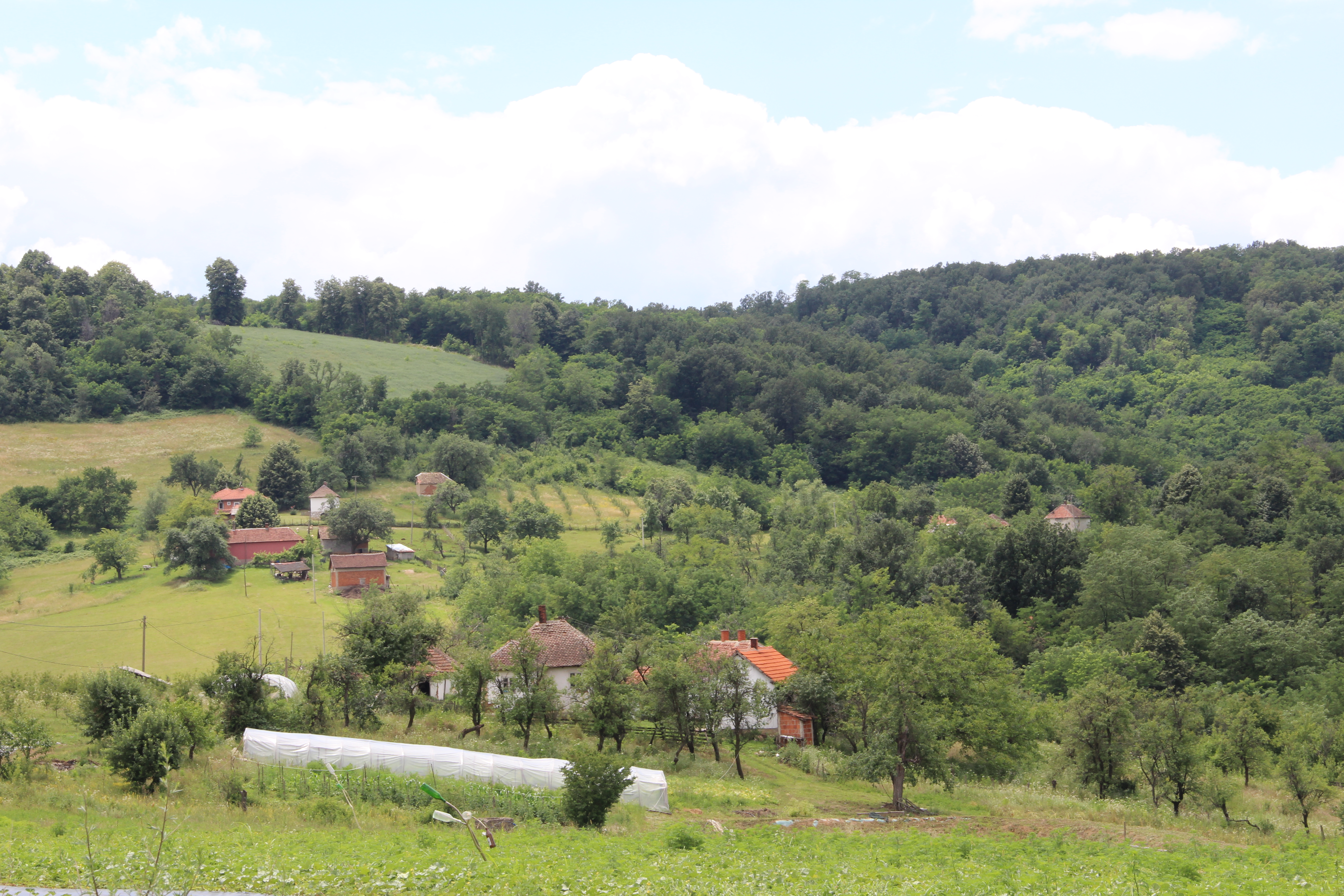
Robaje - panorama
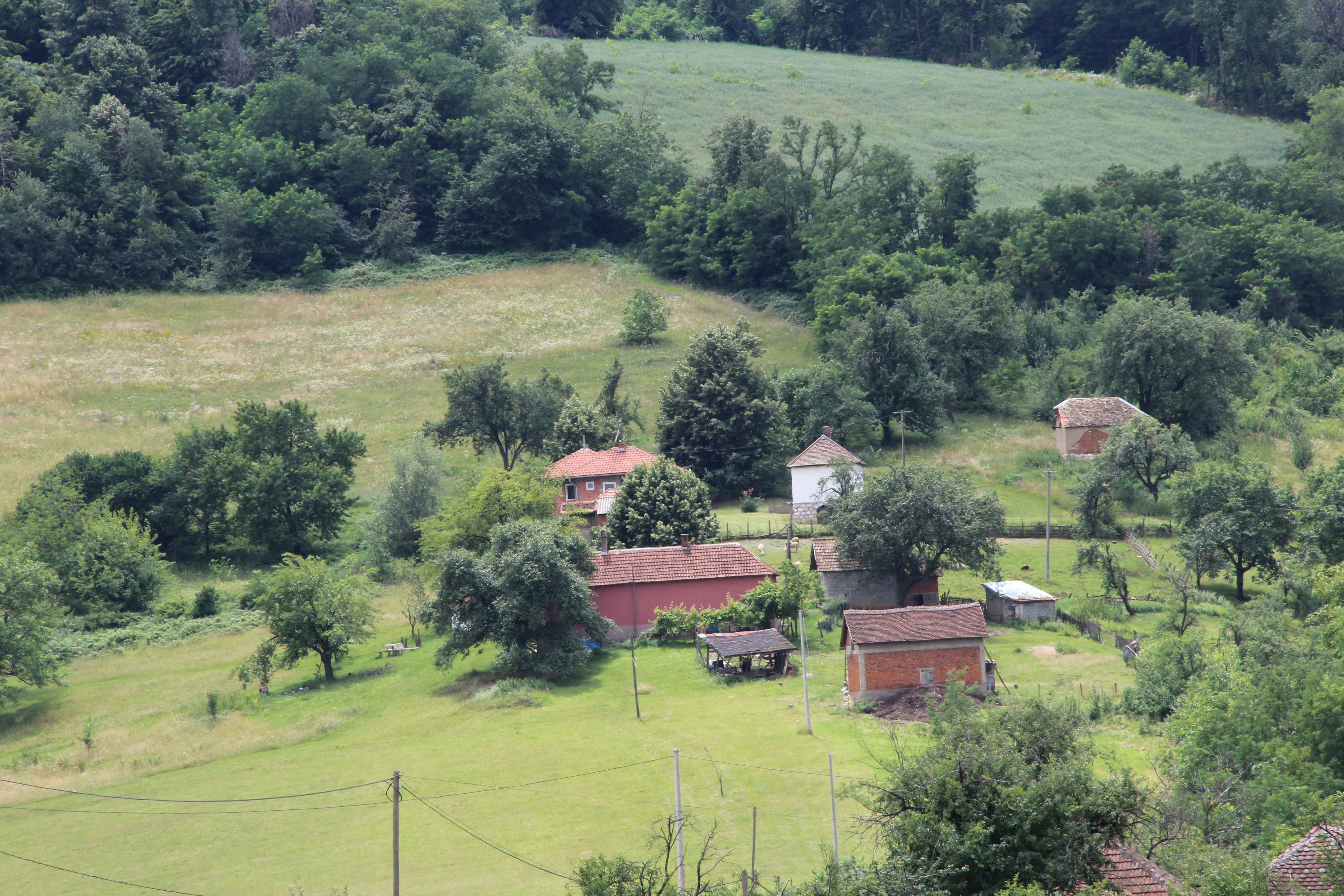
Robaje - panorama
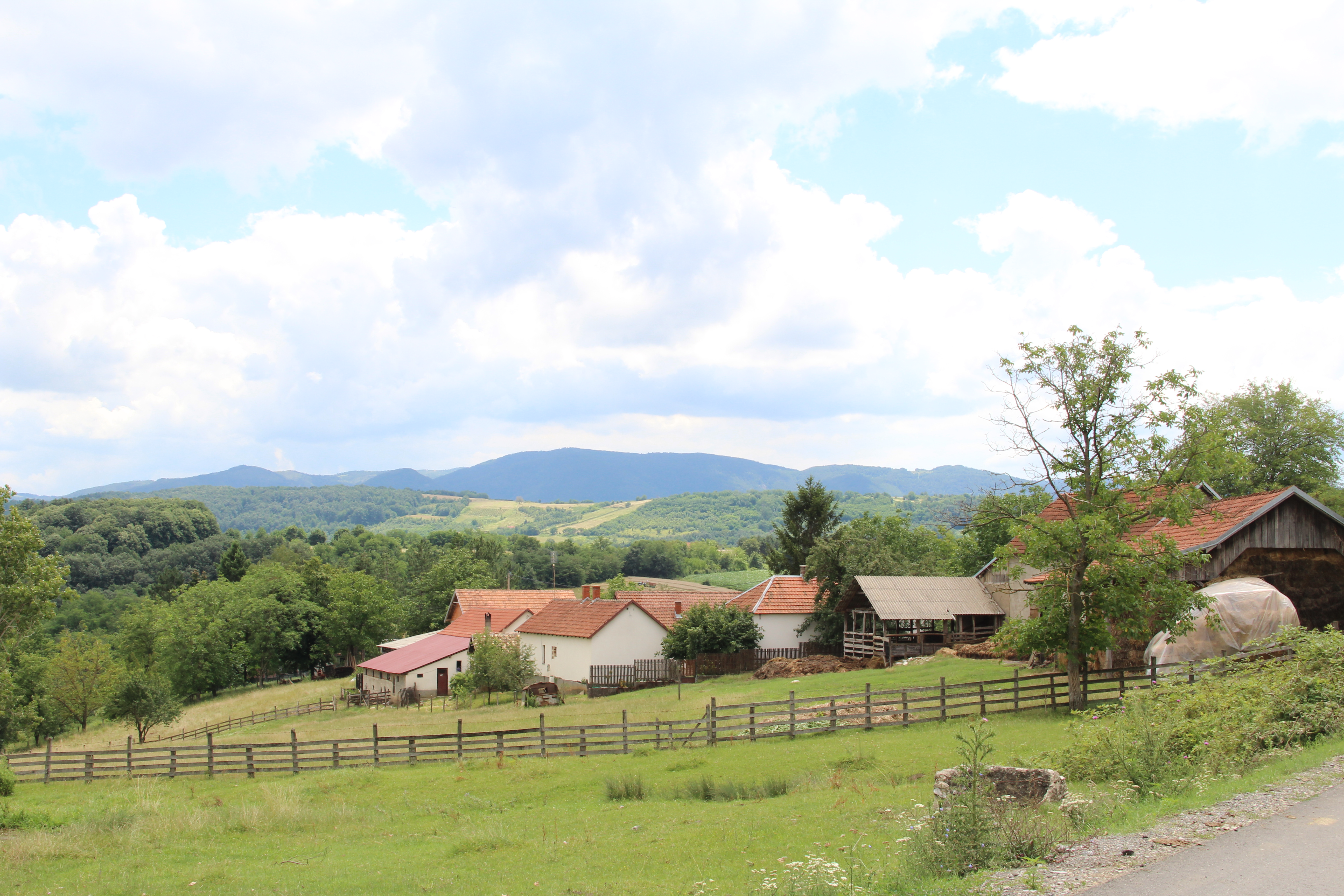
Robaje - panorama

## Démographie

### Évolution historique de la population
| 1948 | 1953 | 1961 | 1971 | 1981 | 1991 | 2002 | 2011 |
| ---- | ---- | ---- | ---- | ---- | ---- | ---- | ---- |
| 862  | 868  | 836  | 741  | 667  | 524  | 511  | 406  |

|  |